# Antonio Ambrogio Alciati

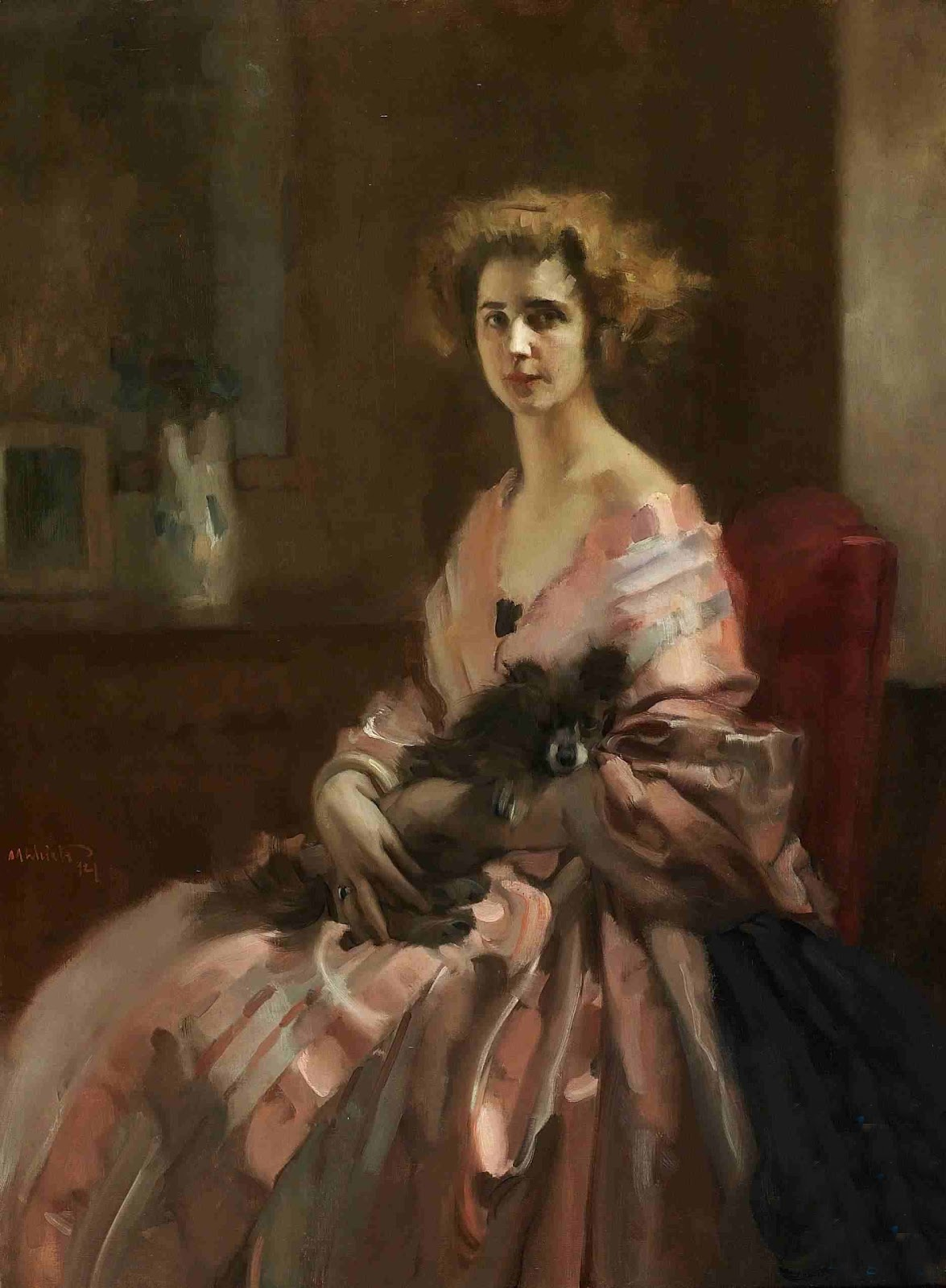
Damenporträt in Rosa

Antonio Ambrogio Alciati (* 5. September 1878 in Vercelli; † 7. März 1929 in Mailand) war ein italienischer Porträtmaler und Freskant sowie Kunstpädagoge.
Nach seinem ersten Studium am Kunstinstitut von Vercelli zog er nach Mailand, wo er an der Accademia di Belle Arti di Brera bei Vespasiano Bignami, Giuseppe Mentessi und Cesare Tallone studierte und 1920 die Professur für Aktmalerei als Nachfolger Tallones übernahm.
Er etablierte sich in Mailand vor allem als Porträtist. Seine Werke zeigen Einflüsse von Tranquillo Cremona und Giovanni Boldini.
Er war auch der Autor von Fresken in der Pirotta-Villa in Brunate (Como) und in einigen lombardischen Kirchen.
Er wurde am 1. September 1914 Mitglied der Freimaurerei bei der Loggia Galileo Ferraris von Vercelli, die zum Grande Oriente d’Italia gehörte, und wurde am 21. November 1922 deren Meister.
Zu seinen Schülern an der Mailänder Akademie gehörten u. a. Christoforo de Amicis, Contardo Barbieri, Alfredo Beltrame, Oreste Bogliardi, Angelo del Bon,  Arnaldo Carpanetti, Umberto Lilloni.

## Werke (Auswahl)
- Spasmo, 1907
- Ritratto di donna, 1912
- Allegoria in memoria di Gaetano Taveggia, 1913
- La pace perduta, 1914
- Ritratto di Javotte Bocconi Manca di Villahermosa, 1916
- Il Convegno, 1918, Museo del Paesaggio, Verbania